# 黒板勝美
黒板 勝美（くろいた かつみ、1874年〈明治7年〉9月3日 - 1946年〈昭和21年〉12月21日）は、日本の歴史学者。東京帝国大学名誉教授。学位は、文学博士。専門は、日本古代史、日本古文書学。号は虚心。エスペラントの普及にも努めた。歴史学者の黒板伸夫は甥。甥の妻は作家の永井路子。

## 経歴

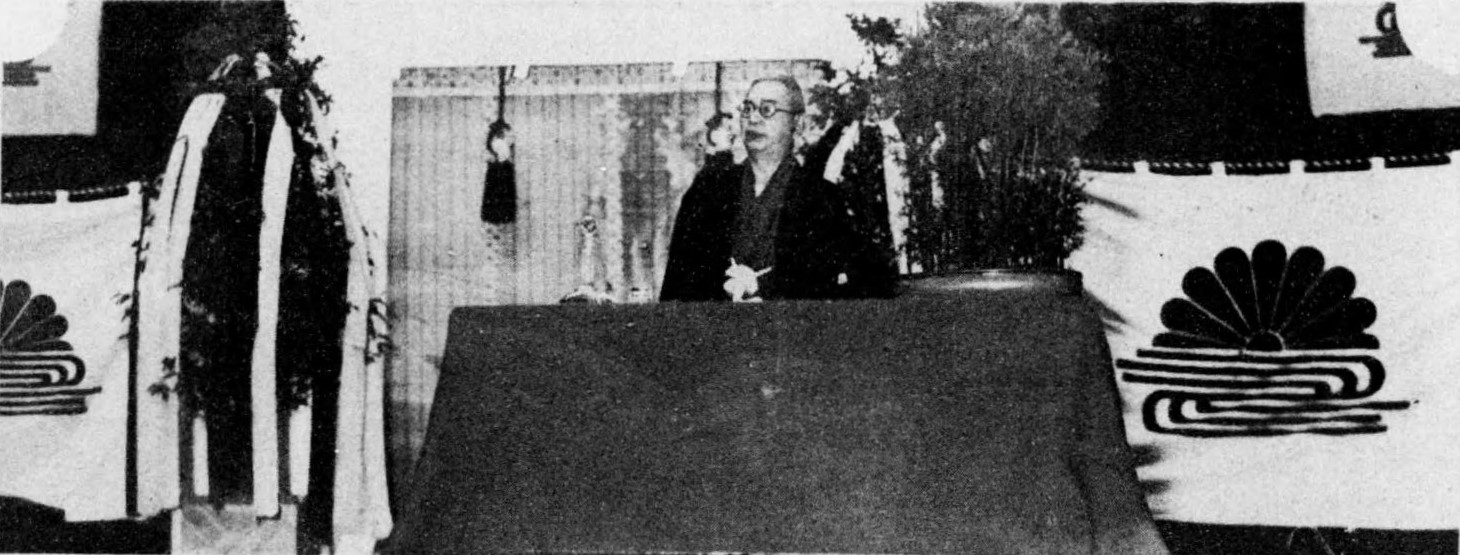
1935年（昭和10年）5月18日に日本青年館にて行われた「大楠公六百年記念祭」で講演する黒板勝美。

旧大村藩の士族黒板要平の長男として、長崎県彼杵郡下波佐見村（現在の長崎県東彼杵郡波佐見町）に生まれる。長崎県立大村高等学校の前身である旧制大村中学校、熊本大学の前身である旧制第五高等学校を卒業した後、1896年に、帝国大学文科大学国史科を卒業し、帝国大学大学院に入学。同時に経済雑誌社に入り、田口卯吉の下で『国史大系』の校訂に従事した。
1901年、東京帝国大学史料編纂員となり、翌年、東京帝国大学文科大学講師を嘱託され、1905年、史料編纂官兼東京帝国大学助教授となった。同年、「日本古文書様式論」により東京帝国大学より文学博士の学位を授与された。
1908年から2年間、私費で学術研究のために欧米各国に出張し、1919年、史料編纂官兼東京帝国大学教授に就任した。翌年、史料編纂官を退任し、東京帝国大学教授専任となる。
1935年（昭和10年）、東京帝国大学教授を退官。同大学名誉教授の称号を受く。1936年（昭和11年）、『国体の本義』編纂委員（国史担当）を務めた。同年、史跡調査の途中、群馬県高崎市で倒れ、10年間の闘病生活の末、東京都渋谷区の自宅で死去した。享年73。

## 業績

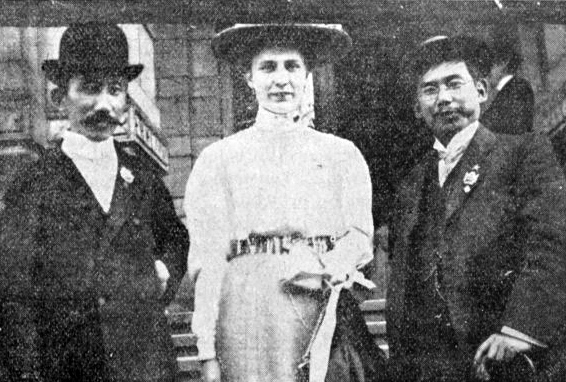
第4回世界エスペラント大会に参加した黒板勝美（右端）。左端は新村出。

東京帝国大学で34年教鞭を取り、多くの後進を育てるとともに古文書学の体系化にあたった。そのことは、正倉院文書の調査の開始や、東寺・金剛峯寺等の古文書の整理や、史料編纂掛の『大日本古文書』の編纂を主宰したことにあらわれている。また、『国史大系』『続国史大系』『国史大系六国史』『国史大系類聚国史』に次いで、1929年から『新訂増補国史大系』の編纂に着手し、日本史研究の基礎史料たる古典籍の普及に努めた。
ほかに、学者としての業績は多岐に亙り、古社寺保存会・史蹟名勝天然記念物調査会・国宝保存会・重要美術品等調査委員会・朝鮮総督府宝物古蹟名勝天然紀念物保存会・法隆寺国宝保存会等の委員を務め、文化財の保存に尽力した。また、1934年、独力で日本古文化研究所を創設してその所長となり、藤原京跡の発掘調査を指導し、藤原京朝堂院の規模を明らかにした。1936年には、「国史館」と仮称される国立の歴史博物館と研究室を兼ねた機関の設立の構想が具体化されたが、黒板の病、そして死去によってこの構想は実現することはなかった。
皇室関係の業績としては、1924年に、臨時御歴代史実考査委員会の委員となって、長慶天皇の即位を明らかにし、同年、臨時東山御文庫取調掛の嘱託となり、御物の整理をした。
また、社会的事業に目を向けると、聖徳太子奉賛会や吉野神宮奉賛会を設立した。
さらには、1906年に日本エスペラント協会を設立し、欧米留学中の1908年には、ドレスデンで開催された第4回世界エスペラント大会に初めての日本代表として新村出とともに参加するなど、エスペラントの普及に力を注いだ。

## 人物
黒板の性格について、門下の坂本太郎は、「一見豪放であるとともに一面細心であり、活動の場は体制側にあることが多かったが、性格としては在野的な傾向が強かった」（『国史大辞典』第4巻）とし、黒板の同僚であった辻善之助によると、「（黒板）博士の資質は「放膽にして濶達」、学風もまた同様で、その所説は国史の大局を捉えるものが多い。…（中略）…ところが多大の力を傾注した『国史大系』や『大日本古記録』の校訂事業では、博士は「極めて細心周密」であって、「時に稍神経質的」に見える位である」（辻善之助「思ひ出づるまゝ」）としている。

## 栄典
- 1912年12月28日 - 従五位[10]
- 1918年2月12日 - 正五位[11]

## 著書
- 『国史の研究』文会堂、1908年3月。 NCID BN15595916。全国書誌番号:40012015。
  - 『国史の研究』（訂正第3版）文会堂、1908年5月。 NCID BN07361374。全国書誌番号:58004744。
- 『西遊二年欧米文明記』文会堂、1911年9月。 NCID BN05793786。全国書誌番号:40005726。
- 『国史の研究』 総説の部、文会堂、1913年11月。 NCID BN06388251。全国書誌番号:43006485。
- 『国史の研究』 各説の部、文会堂、1918年4月。 NCID BN06388251。全国書誌番号:43006485。
- 『義経伝』文会堂〈日本史談 第1編〉、1914年7月。 NCID BN08837232。全国書誌番号:43020275。
  - 『義経伝』創元社〈日本文化名著選 第9〉、1939年6月。 NCID BN09844222。全国書誌番号:46069474。
  - 『義経伝』中央公論社〈中公文庫〉、1991年9月。 NCID BN08852994。全国書誌番号:92004691。
- 『聖徳太子小観』聖徳太子一千三百年御忌奉賛会、1918年7月。 NCID BN1303779X。全国書誌番号:54013384。
- 『国史研究年表』文会堂、1918年8月。 NCID BN08563953。全国書誌番号:43021453。
  - 『国史研究年表』（更訂版）文会堂、1936年6月。 NCID BN01678844。全国書誌番号:57012708。
- 『岩崎文庫所蔵日本書紀旧鈔本に就きて』岩崎文庫、1919年3月。 NCID BA59387051。全国書誌番号:43021032。
- 『国体新論』博文堂、1925年5月。 NCID BN10385665。全国書誌番号:43048645。
- 『秘籍大観日本書紀解説』大阪毎日新聞社、1927年7月。全国書誌番号:47017722。
- 『南洋に於ける日本関係史料遺跡に就きて』啓明会〈財団法人啓明会講演集 第27回〉、1928年12月。 NCID BA37682739。全国書誌番号:46084893。
- 『ペルシャ旅行談』啓明会〈財団法人啓明会講演集 第30回〉、1928年12月。 NCID BA32004526。全国書誌番号:47038707。
- 『崇神天皇の御聖徳について』崇神天皇聖徳奉讃会、1933年11月。 NCID BA86036887。全国書誌番号:47003611。
- 『資料摘録 国史概観』吉川弘文館、1936年5月。 NCID BN05874913。全国書誌番号:46058263 全国書誌番号:58002530。
- 『大内弘直の勤王』山口市役所、1936年6月。全国書誌番号:46046301。
- 『日本精神と弘法大師』六大新報社、1936年11月。全国書誌番号:44027502。
- 『嵯峨天皇と平安朝文化』日独文化協会、1937年5月。 NCID BA45409688。全国書誌番号:46054142。
- 『黒板勝美先生遺文』黒板勝美先生生誕百年記念会 編、吉川弘文館、1974年12月。 NCID BN02784199。全国書誌番号:73009014。
- 『西遊二年欧米文明記』 上、ゆまに書房〈明治欧米見聞録集成 第34巻〉、1989年8月。 NCID BN03861331。全国書誌番号:89057903。
- 『西遊二年欧米文明記』 下、ゆまに書房〈明治欧米見聞録集成 第35巻〉、1989年8月。 NCID BN03861331。全国書誌番号:89057904。
- 平川祐弘 編『ラフカディオ・ハーンの英語クラス《黒板勝美のノートから》』弦書房、2014年10月。 NCID BB17038530。全国書誌番号:22491133。

編集
- 『特別保護建造物并国宝目録』文会堂、1917年11月。 NCID BN13905717。全国書誌番号:43026958。
- 『世界歴史対照年表』松影閣、1918年2月。 NCID BA31072983。全国書誌番号:43003456。
- 『年数早見歴代年号表』松影閣、1918年3月。 NCID BA73947269。全国書誌番号:43053870。
- 『特建国宝目録』岩波書店、1927年7月。 NCID BN11112318。全国書誌番号:47011980。
- 『訓読 日本書紀』岩波文庫〈上中下〉、1928年1月-1932年12月、復刊1987年。 NCID BN0605844X。全国書誌番号:46078237 全国書誌番号:49006881。
- 『日本書紀精粋』文部省社会教育局〈日本思想叢書 第9編〉、1933年8月。 NCID BN1346826X。全国書誌番号:47026358。
- 『更訂国史研究年表』岩波書店〈岩波講座日本歴史 第13〉、1935年5月。 NCID BN08207223。全国書誌番号:46078751。
- 『国宝建造物宝物目録』岩波書店、1935年7月。 NCID BA37132385。全国書誌番号:46087988。
  - 『国宝建造物宝物目録 追加』岩波書店、1935年7月。 NCID BA37132385。全国書誌番号:47013728。
- 『真福寺善本目録』黒板勝美、1935年10月。 NCID BN04228072。全国書誌番号:47003703 全国書誌番号:52008896。
  - 『真福寺善本目録 続輯』黒板勝美、1936年5月。 NCID BN04228072。全国書誌番号:46059140 全国書誌番号:52008897。
- 『福田大将伝』福田大将伝刊行会、1937年2月。 NCID BN04774312。全国書誌番号:46071359。
- 『虚心文集』 全8巻、吉川弘文館、1939年-1941年。 NCID BN08167479。全国書誌番号:46050701。

### 執筆
- 「皇室と神祇」『皇室史の研究』東伏見宮、1932年6月、1-29頁。 NCID BA33496390。全国書誌番号:89090145。

共著
- 井上哲次郎、黒板勝美『我国体観念』陸軍士官学校高等官集会所〈陸軍士官学校本科生徒課外講演 第9輯〉、1925年11月。全国書誌番号:43031695。

共編
- 平子鐸嶺 著、中川忠順・黒板勝美・稲葉君山 編『仏教芸術の研究』金港堂、1914年4月。 NCID BN11963439。全国書誌番号:64006994。

訓読
- 『古事記日本書紀崇神天皇御紀』崇神天皇聖徳奉讚会、1934年10月。 NCID BN06225494。全国書誌番号:44022740。

校閲
- 遊佐誠甫、富永岩太郎『初学漢文教授法』集英堂、1898年3月。 NCID BB12782220。全国書誌番号:40040863。

監修
- 木下祝夫『古事記』 第1-2巻、日独文化協会、1940年12月。 NCID BN11913088。全国書誌番号:46004422。

エスペラント
- Esperanto-Japana vortaro. Juraksa. (1906-10). NCID BB10455427. 全国書誌番号:41025471

編纂
- 国史大系 - 吉川弘文館で新版

## 関係する人々

### 縁戚関係
- 黒板昌夫…歴史学者。黒板勝美の養嗣子。国士舘大学教授。
- 黒板伸夫…歴史学者。黒板勝美の甥。作家永井路子の夫。醍醐寺霊宝館館長。
- 黒板伝作…事業家。東証一部上場月島機械株式会社創業者。黒板勝美の実弟。
- 今里広記…事業家。日本経団連副会長。黒板勝美の従弟。

### 交友関係
- 内藤湖南
- 朝河貫一
- 田川大吉郎

### 門下生
- 相田二郎
- 坂本太郎
- 羽仁五郎
- 平泉澄
- 丸山二郎

## 評伝
- 『黒板勝美の思い出と私たちの歴史探究』（黒板伸夫・永井路子編）吉川弘文館、2015年3月